# Elin Ek (längdåkare)
Elin Ek, född 31 augusti 1973 i By, Avesta kommun (Dalarna), är en svensk längdåkare. Ek deltog i längdskidåkning vid olympiska vinterspelen 1998 i Nagano, 2002 i Salt Lake City och 2006 i Turin. Elin Ek vann Tjejvasan 2006. Under nästkommande år vann hon damklassen i Vasaloppet 2007 med endast 4 minuter och 49 sekunder till herrsegraren.

Hon vann även damklassen i Worldloppet säsongen 2006/2007.
Hon blev även svensk mästarinna på 10 kilometer 2006, på 30 kilometer 2003 och 2004, i jaktstart 2003 och 2004, i skiathlon 2007 samt i sprint 2003. 2008 ingick hon även i IFK Mora lag, som blev svenska stafettmästare det året.